# Лисий Горб
Лисий Горб — колишнє село в Нововодолазькому районі Харківської області, підпорядковувалося Одринській сільській раді.
Приєднане до села Одринка. Дата зникнення невідома.
Село знаходилося на лівому березі річки Чернеча. Нижче за течією на протилежному березі — село Одринка.

## Принагідно
- Мапіо